# 1817年の相撲
1817年の相撲（1817ねんのすもう）は、1817年の相撲関係のできごとについて述べる。

## 興行
- 1月場所（江戸相撲）[1]
  - 興行場所:本所回向院
  - 3月7日（旧1月20日）
- 5月場所（大坂相撲）[1]
  - 興行場所:難波新地
- 7月場所（京都相撲）[1]
  - 興行場所:二条川東
  - 晴天10日間興行
- 10月場所（江戸相撲）[2]
  - 興行場所:本所回向院
  - 11月13日（旧10月5日）より晴天10日間興行